# Fondazione Basso
La Fondazione Lelio e Lisli Basso-ISSOCO è un'organizzazione non-profit costituita il 30 luglio 1973, per iniziativa di Lelio Basso e della moglie Elisa (Lisli) Carini, ed eretta in Ente morale con decreto del Presidente della Repubblica italiana n. 503 del 18 giugno 1974 . Nel 2005 si è fusa con la Fondazione Internazionale Lelio Basso (1976), integrando nelle sue attività la promozione dei diritti umani.

## Finalità
La fondazione è un centro di documentazione e di ricerca, di formazione e di promozione culturale nato dalla fusione della biblioteca personale di Basso (all'epoca già dotata di oltre 40.000 volumi) con l'Istituto per lo studio della società contemporanea (ISSOCO), associazione di studi e di ricerche fondata dallo stesso Basso nel novembre 1969 .

## La biblioteca
La biblioteca possiede vari libri che sono principalmente da volumi sulle scienze sociali e umane, sulla storia del pensiero politico moderno e contemporaneo. Custodisce circa 130.000 libri, 5.000 periodici e fondi dal XVI secolo, e poi dalla Rivoluzione francese.
L'archivio storico custodisce circa 60 fondi documentari (dichiarati di interesse storico dalla Soprintendenza archivistica) che comprendono documenti cartacei, iconografici, fotografici e audio-visivi.

## La rivista
La Fondazione pubblica la rivista semestrale Parolechiave, nuova serie di Problemi del Socialismo (periodico fondato da Lelio Basso nel 1958).